# Modena Football Club 2014-2015
Questa voce raccoglie le informazioni riguardanti il Modena Football Club nelle competizioni ufficiali della stagione 2014-2015.

## Stagione
Nella stagione 2014-2015 i canarini sempre guidati da Walter Alfredo Novellino, stazionano nelle zone centrali della classifica per tutto il girone di andata, terminato al dodicesimo posto. In Coppa Italia Tim Cup, il Modena dopo avere superato Monza e Palermo, viene eliminato nel quarto turno dal Cagliari (5-4) dopo i calci di rigore, dopo che la sfida era terminata (4-4) al termine dei tempi regolamentari. In seguito a un pessimo avvio del girone di ritorno Novellino viene esonerato e sostituito dalla coppia formata da Mauro Melotti e Simone Pavan (quest'ultimo formalmente allenatore in seconda non essendo ancora in possesso del patentino per guidare una squadra di Serie B). Nonostante Pablo Granoche conquisti il titolo di capocannoniere, con 19 reti ex aequo con altri due giocatori Catellani e Cocco, il Modena raccoglie solo un punto nelle ultime quattro partite ed è costretto al Play-out con la Virtus Entella. Pareggiando due volte con la formazione ligure si assicura una faticosa salvezza. In seguito anche i liguri resteranno in Serie B, per la retrocessione del Catania, reo di illecito sportivo.

## Divise e sponsor
Lo sponsor tecnico per la stagione 2014-2015 è Erreà, mentre lo sponsor ufficiale è CPL Concordia - Coopgas.
| Casa | Trasferta | Terza divisa |

## Organigramma societario
Area direttiva
- Presidente onorario: Cav. Sergio Brighenti
- Presidente: Antonio Caliendo
- Vicepresidente: Arch. Angelo Forcina
- Amministratore delegato: Marja Caliendo
- Consigliere: Michele Caliendo
- Consigliere: Amedeo Matacena

Area organizzativa
- Segretario generale: Dott. Francesco Iacopino
- Ufficio Stampa: Dott. Antonio Vistocco
- Segretario sportivo: Dott. Andrea Russo
- Segreteria sportiva: Stefano Casolari
- Responsabile sicurezza: Stefano Zoboli
- Responsabile amministrativo: Annamaria Manicardi

Area comunicazione e marketing
- Sviluppo commerciale e marketing: Modena Academy

Area tecnica
- Direttore sportivo e responsabile settore giovanile: Massimo Taibi
- Allenatore: Walter Alfredo Novellino, poi Mauro Melotti
- Allenatore in seconda: Giuseppe De Gradi, poi Simone Pavan
- Team Manager: Dott. Andrea Russo
- Preparatore dei portieri: Marco Bizzarri
- Preparatori atletici: Prof. Marco Antonio Ferrone, Prof. Alberto Berselli
- Magazzinieri: Andrea Carra, Claudio Pifferi

Area sanitaria
- Responsabile sanitario: Dott. Fabrizio Corghi
- Medico sociale: Dott. Giuseppe Loschi
- Massaggiatori: Enrico Corradini, Andrea Martinelli

## Calciomercato

### Sessione estiva(dall'1/7 all'1/9)
| Acquisti | Acquisti              | Acquisti   | Acquisti   |
| R.       | Nome                  | da         | Modalità   |
| -------- | --------------------- | ---------- | ---------- |
| D        | Matteo Rubin          | Siena      | svincolato |
| D        | Denis Tonucci         | Ajaccio    | svincolato |
| C        | Boadu Maxwell Acosty  | Fiorentina | prestito   |
| C        | Davide Luppi          | Correggese | definitivo |
| C        | Davide Marsura        | Genoa      | prestito   |
| C        | Alessandro Martinelli | Sampdoria  | prestito   |
| C        | Luca Nizzetto         | Trapani    | definitivo |
| C        | Wilfred Osuji         | Padova     | svincolato |
| C        | Andrea Schiavone      | Juventus   | prestito   |
| C        | Vykintas Slivka       | Juventus   | prestito   |
| A        | Stefano Beltrame      | Sampdoria  | prestito   |
| A        | Nicola Ferrari        | Verona     | definitivo |
| A        | Alessandro Gatto      | Verona     | prestito   |

| Cessioni | Cessioni           | Cessioni       | Cessioni      |
| R.       | Nome               | a              | Modalità      |
| -------- | ------------------ | -------------- | ------------- |
| D        | Agostino Garofalo  | Siena          | fine prestito |
| D        | Alessandro Potenza | Foggia         | svincolato    |
| C        | Niccolò Belloni    | Inter          | definitivo    |
| C        | Tommaso Bianchi    | Sassuolo       | fine prestito |
| C        | Salvatore Burrai   | Monza          | definitivo    |
| C        | Daniele Dalla Bona | Real Vicenza   | svincolato    |
| C        | Andrea Mazzarani   | Virtus Entella | prestito      |
| C        | Salvatore Molina   | Atalanta       | fine prestito |
| C        | Luca Rizzo         | Sampdoria      | fine prestito |
| A        | Khouma el Babacar  | Fiorentina     | fine prestito |
| A        | Salvatore Bruno    | Real Vicenza   | svincolato    |
| A        | Doudou Mangni      | Atalanta       | fine prestito |
| A        | Francesco Stanco   | Pisa           | prestito      |

### Sessione invernale(dal 5/1 all'2/2)
| Acquisti | Acquisti         | Acquisti  | Acquisti |
| R.       | Nome             | da        | Modalità |
| -------- | ---------------- | --------- | -------- |
| A        | Francesco Fedato | Sampdoria | prestito |
| A        | Luca Garritano   | Cesena    | prestito |

| Cessioni | Cessioni         | Cessioni     | Cessioni      |
| R.       | Nome             | a            | Modalità      |
| -------- | ---------------- | ------------ | ------------- |
| D        | Denis Tonucci    | Brescia      | prestito      |
| C        | Davide Luppi     | Pro Vercelli | prestito      |
| C        | Riccardo Nardini | Ascoli       | prestito      |
| C        | Wilfred Osuji    | Varese       | prestito      |
| C        | Vykintas Slivka  | Juventus     | fine prestito |
| A        | Alessandro Gatto | Verona       | fine prestito |

## Rosa
| N. |                     | Ruolo | Calciatore           |
| -- | ------------------- | ----- | -------------------- |
| 1  | Italia (bandiera)   | P     | Nicolò Manfredini    |
| 2  | Italia (bandiera)   | D     | Luca Calapai         |
| 4  | Italia (bandiera)   | C     | Riccardo Nardini     |
| 5  | Nigeria (bandiera)  | C     | Wilfred Osuji        |
| 6  | Italia (bandiera)   | D     | Lino Marzorati       |
| 7  | Ghana (bandiera)    | C     | Boadu Maxwell Acosty |
| 8  | Italia (bandiera)   | C     | Luca Nizzetto        |
| 9  | Italia (bandiera)   | A     | Nicola Ferrari       |
| 10 | Italia (bandiera)   | C     | Davide Luppi         |
| 11 | Italia (bandiera)   | A     | Alessandro Gatto     |
| 11 | Albania (bandiera)  | C     | Fabio Sakaj          |
| 12 | Italia (bandiera)   | P     | Carlo Pinsoglio      |
| 13 | Italia (bandiera)   | D     | Simone Gozzi         |
| 15 | Polonia (bandiera)  | D     | Thiago Cionek        |
| 17 | Lituania (bandiera) | C     | Vykintas Slivka      |

| N. |                           | Ruolo | Calciatore            |
| -- | ------------------------- | ----- | --------------------- |
| 19 | Italia (bandiera)         | A     | Stefano Beltrame      |
| 20 | Ghana (bandiera)          | C     | Amidu Salifu          |
| 23 | Italia (bandiera)         | C     | Andrea Schiavone      |
| 24 | Italia (bandiera)         | C     | Davide Marsura        |
| 25 | Svizzera (bandiera)       | C     | Alessandro Martinelli |
| 26 | Italia (bandiera)         | C     | Francesco Signori     |
| 27 | Italia (bandiera)         | D     | Gianni Manfrin        |
| 28 | Italia (bandiera)         | D     | Davide Zoboli         |
| 32 | Uruguay (bandiera)        | A     | Pablo Granoche        |
| 33 | Italia (bandiera)         | D     | Matteo Rubin          |
| 34 | Italia (bandiera)         | D     | Denis Tonucci         |
| 37 | Costa d'Avorio (bandiera) | A     | Adama Guidiala        |
| 38 | Italia (bandiera)         | A     | Luca Garritano        |
| 39 | Italia (bandiera)         | A     | Francesco Fedato      |

## Staff tecnico
| Allenatori:               | Walter Alfredo Novellino poi Mauro Melotti |
| Allenatore in seconda:    | Giuseppe De Gradi poi Simone Pavan         |
| Team manager:             | Andrea Russo                               |
| Preparatore atletico:     | Marco Antonio Ferrone                      |
| Preparatore atletico:     | Alberto Berselli                           |
| Preparatore dei portieri: | Marco Bizzarri                             |
| Magazziniere:             | Andrea Carra                               |
| Magazziniere:             | Claudio Pifferi                            |

## Risultati

### Serie B

#### Girone di andata
| Arbitro: | Abisso (Palermo) |

|            |           |             |
| Acosty 78’ | Marcatori | 28’ Sgrigna |

| Arbitro: | Ghersini (Genova) |

|                     |           |  |
| Gatto 28’ Thiam 46’ | Marcatori |  |

| Arbitro: | Saia (Palermo) |

|              |           |  |
| Granoche 90’ | Marcatori |  |

| Catania 20 settembre 2014, ore 15:00 CEST 4ª giornata | Catania             | 0 – 0 referto | Modena | Stadio Angelo Massimino (13 467 spett.)\| Arbitro: \| Di Paolo (Avezzano) \| |
| Arbitro:                                              | Di Paolo (Avezzano) |               |        |                                                                              |

| Modena 23 settembre 2014, ore 20:30 CEST 5ª giornata | Modena           | 0 – 0 referto | Perugia | Stadio Alberto Braglia (5 739 spett.)\| Arbitro: \| Pinzani (Empoli) \| |
| Arbitro:                                             | Pinzani (Empoli) |               |         |                                                                         |

| Arbitro: | La Penna (Roma 1) |

|                            |           |  |
| Schiavone 69’ Granoche 70’ | Marcatori |  |

| Arbitro: | Ros (Pordenone) |

|            |           |            |
| Caputo 22’ | Marcatori | 25’ Salifu |

| Arbitro: | Nasca (Bari) |

|                     |           |                    |
| Granoche 58’ (rig.) | Marcatori | 3’ And. Caracciolo |

| Arbitro: | Roca (Foggia) |

|                            |           |  |
| M. Carlini 72’ Dionisi 83’ | Marcatori |  |

| Modena 24 ottobre 2014, ore 21:00 CEST 10ª giornata | Modena          | 0 – 0 referto | Bologna | Stadio Alberto Braglia (11 699 spett.)\| Arbitro: \| Pasqua (Tivoli) \| |
| Arbitro:                                            | Pasqua (Tivoli) |               |         |                                                                         |

| Arbitro: | Ripa (Nocera Inferiore) |

|  |           |                                |
|  | Marcatori | 36’ Granoche 89’ (aut.) Camisa |

| Arbitro: | Maresca (Napoli) |

|                   |           |                     |
| Miracoli 18’, 75’ | Marcatori | 38’ (rig.) Granoche |

| Arbitro: | Minelli (Varese) |

|              |           |                               |
| Granoche 55’ | Marcatori | 21’, 45+4’ (rig.) L. Castaldo |

| Arbitro: | Abbattista (Molfetta) |

|             |           |            |
| Litteri 40’ | Marcatori | 11’ Zoboli |

| Arbitro: | Ghersini (Genova) |

|                                 |           |  |
| Granoche 77’ (rig.), goal’ (82) | Marcatori |  |

| Arbitro: | Saia (Palermo) |

|                  |           |                               |
| Ciano 62’ (rig.) | Marcatori | 35’, 47’, 81’, 90+4’ Granoche |

| Modena 6 dicembre 2014, ore 15:00 CET 17ª giornata | Modena           | 0 – 0 referto | Livorno | Stadio Alberto Braglia (5 407 spett.)\| Arbitro: \| Fabbri (Ravenna) \| |
| Arbitro:                                           | Fabbri (Ravenna) |               |         |                                                                         |

| Arbitro: | Gavillucci (Latina) |

|             |           |  |
| Mbakogu 79’ | Marcatori |  |

| Arbitro: | Mariani (Aprilia) |

|                            |           |           |
| Nardini 76’ N. Ferrari 87’ | Marcatori | 18’ Falco |

| Arbitro: | Aureliano (Bologna) |

|              |           |  |
| Avenatti 83’ | Marcatori |  |

| Modena 28 dicembre 2014, ore 15:00 CET 21ª giornata | Modena               | 0 – 0 referto | Latina | Stadio Alberto Braglia (4 842 spett.)\| Arbitro: \| Pairetto (Nichelino) \| |
| Arbitro:                                            | Pairetto (Nichelino) |               |        |                                                                             |

#### Girone di ritorno
| Arbitro: | Merchiori (Ferrara) |

|            |           |              |
| Kupisz 65’ | Marcatori | 7’ Schiavone |

| Arbitro: | Abbattista (Molfetta) |

|            |           |                |
| Fedato 85’ | Marcatori | 56’ Monachello |

| Arbitro: | Pezzuto (Lecce) |

|            |           |                     |
| Marchi 17’ | Marcatori | 42’ (rig.) Granoche |

| Modena 10 marzo 2015, ore 18:30 CET 25ª giornata | Modena          | 0 – 0 referto | Catania | Stadio Alberto Braglia (4 573 spett.)\| Arbitro: \| Chiffi (Padova) \| |
| Arbitro:                                         | Chiffi (Padova) |               |         |                                                                        |

| Arbitro: | Saia (Palermo) |

|                     |           |  |
| Verre 43’ Fazzi 78’ | Marcatori |  |

| Arbitro: | Aureliano (Bologna) |

|                        |           |                      |
| Nenê 90’ Giannetti 87’ | Marcatori | 9’ Fedato 62’ Zoboli |

| Arbitro: | Di Paolo (Avezzano) |

|  |           |             |
|  | Marcatori | 24’ Boateng |

| Arbitro: | Abisso (Palermo) |

|  |           |                     |
|  | Marcatori | 45’ (rig.) Granoche |

| Arbitro: | La Penna (Roma 1) |

|               |           |  |
| Garritano 45’ | Marcatori |  |

| Bologna 15 marzo 2015, ore 15:00 CET 31ª giornata | Bologna      | 0 – 0 referto | Modena | Stadio Renato Dall'Ara (21 436 spett.)\| Arbitro: \| Nasca (Bari) \| |
| Arbitro:                                          | Nasca (Bari) |               |        |                                                                      |

| Arbitro: | Pasqua (Tivoli) |

|             |           |                          |
| Granoche 1’ | Marcatori | 25’ Cocco 63’ Giacomelli |

| Arbitro: | Ripa (Nocera Inferiore) |

|                     |           |              |
| Granoche 70’ (rig.) | Marcatori | 39’ Borghese |

| Arbitro: | Sacchi (Macerata) |

|          |           |  |
| Zito 33’ | Marcatori |  |

| Arbitro: | Maresca (Napoli) |

|                             |           |  |
| Signori 20’ Garritano 45+2’ | Marcatori |  |

| Arbitro: | La Penna (Roma 1) |

|              |           |  |
| Politano 83’ | Marcatori |  |

| Arbitro: | Gavillucci (Latina) |

|                                              |           |  |
| Garritano 15’ Cionek 41’ Granoche 67’ (rig.) | Marcatori |  |

| Arbitro: | Fabbri (Ravenna) |

|             |           |             |
| Emerson 53’ | Marcatori | 8’ Granoche |

| Arbitro: | Baracani (Firenze) |

|            |           |                           |
| Fedato 84’ | Marcatori | 69’ Mbakogu 78’ Romagnoli |

| Arbitro: | Mariani (Aprilia) |

|                                             |           |  |
| Ciaramitaro 20’ Curiale 28’ Scozzarella 77’ | Marcatori |  |

| Arbitro: | Pairetto (Nichelino) |

|                        |           |                          |
| Meccariello 31’ (aut.) | Marcatori | 45+1’ Fazio 77’ Avenatti |

| Arbitro: | Nasca (Bari) |

|                    |           |              |
| Viviani 29’ (rig.) | Marcatori | 20’ Granoche |

### Play-out
| Arbitro: | Mariani (Aprilia) |

|                         |           |                    |
| Ferreira 25’ Staiti 39’ | Marcatori | 41’, 66’ Garritano |

| Arbitro: | Pinzani (Empoli) |

|                     |           |               |
| Granoche 25’ (rig.) | Marcatori | 36’ Mazzarani |

### Coppa Italia
| Arbitro: | Maresca (Napoli) |

|                                 |                      |                                         |
| Schiavone Acosty Granoche Gatto | Tiri di rigore 3 – 2 | Burrai Beduschi Perini Massoni Radrezza |

| Arbitro: | Guida (Torre Annunziata) |

|  |           |                                          |
|  | Marcatori | 5’ N. Ferrari 42’ Beltrame 87’ Schiavone |

| Arbitro: | Di Paolo (Avezzano) |

|                                                                |                      |                                                          |
| Conti 60’ (rig.) Longo 90+4’, 100’ Farias 119’                 | Marcatori            | 7’ (aut.) Cragno 69’ Luppi 98’, 109’ (rig.) Granoche     |
| Conti Rossettini Farias Joao Pedro Crisetig Longo Nicola Murru | Tiri di rigore 5 – 4 | Schiavone Nizzetto Granoche Gatto Osuji Marzorati Cionek |

### Statistiche di squadra
| Competizione           | Punti | In casa | In casa | In casa | In casa | In casa | In casa | In trasferta | In trasferta | In trasferta | In trasferta | In trasferta | In trasferta | Totale | Totale | Totale | Totale | Totale | Totale | DR |
| Competizione           | Punti | G       | V       | N       | P       | Gf      | Gs      | G            | V            | N            | P            | Gf           | Gs           | G      | V      | N      | P      | Gf     | Gs     | DR |
| ---------------------- | ----- | ------- | ------- | ------- | ------- | ------- | ------- | ------------ | ------------ | ------------ | ------------ | ------------ | ------------ | ------ | ------ | ------ | ------ | ------ | ------ | -- |
| Serie B (Stag. Regol.) | 47    | 21      | 7       | 9       | 5       | 21      | 14      | 21           | 3            | 8            | 10           | 16           | 25           | 42     | 10     | 17     | 15     | 37     | 39     | -2 |
| Serie B (Play-Out)     |       | 1       | 0       | 1       | 0       | 1       | 1       | 1            | 0            | 1            | 0            | 2            | 2            | 2      | 0      | 2      | 0      | 3      | 3      | 0  |
| Coppa Italia           |       | 1       | 0       | 1       | 0       | 0       | 0       | 2            | 1            | 1            | 0            | 7            | 4            | 3      | 1      | 2      | 0      | 7      | 4      | +3 |
| Totale                 |       | 23      | 7       | 11      | 5       | 22      | 15      | 24           | 4            | 10           | 10           | 25           | 31           | 47     | 11     | 21     | 15     | 47     | 46     | +1 |